# جفرسون (مینه‌سوتا)
جفرسون (به انگلیسی: Jefferson) یک منطقهٔ مسکونی در ایالات متحده آمریکا است که در شهرستان هیوستون، مینه‌سوتا واقع شده‌است. جفرسون ۲۰۰٫۸۷ متر بالاتر از سطح دریا واقع شده‌است.